# Дитятки (контрольно-пропускний пункт)

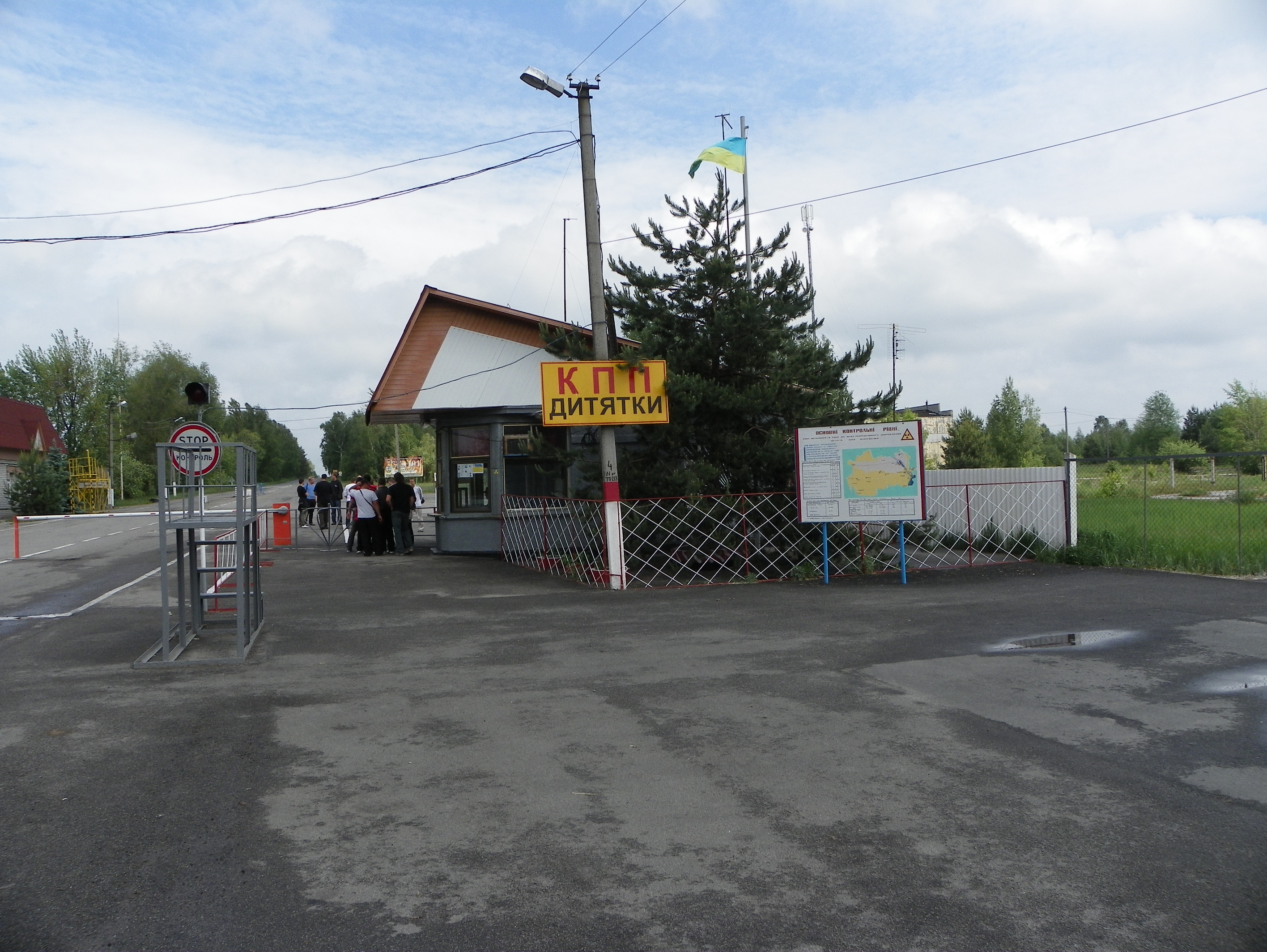
КПП «Дитятки»

КПП «Дитятки» — головний контрольно-пропускний пункт до Чорнобильської зони відчуження. Знаходиться поблизу села Дитятки Вишгородського району (раніше — Чорнобильського) Київської області.

## Галерея

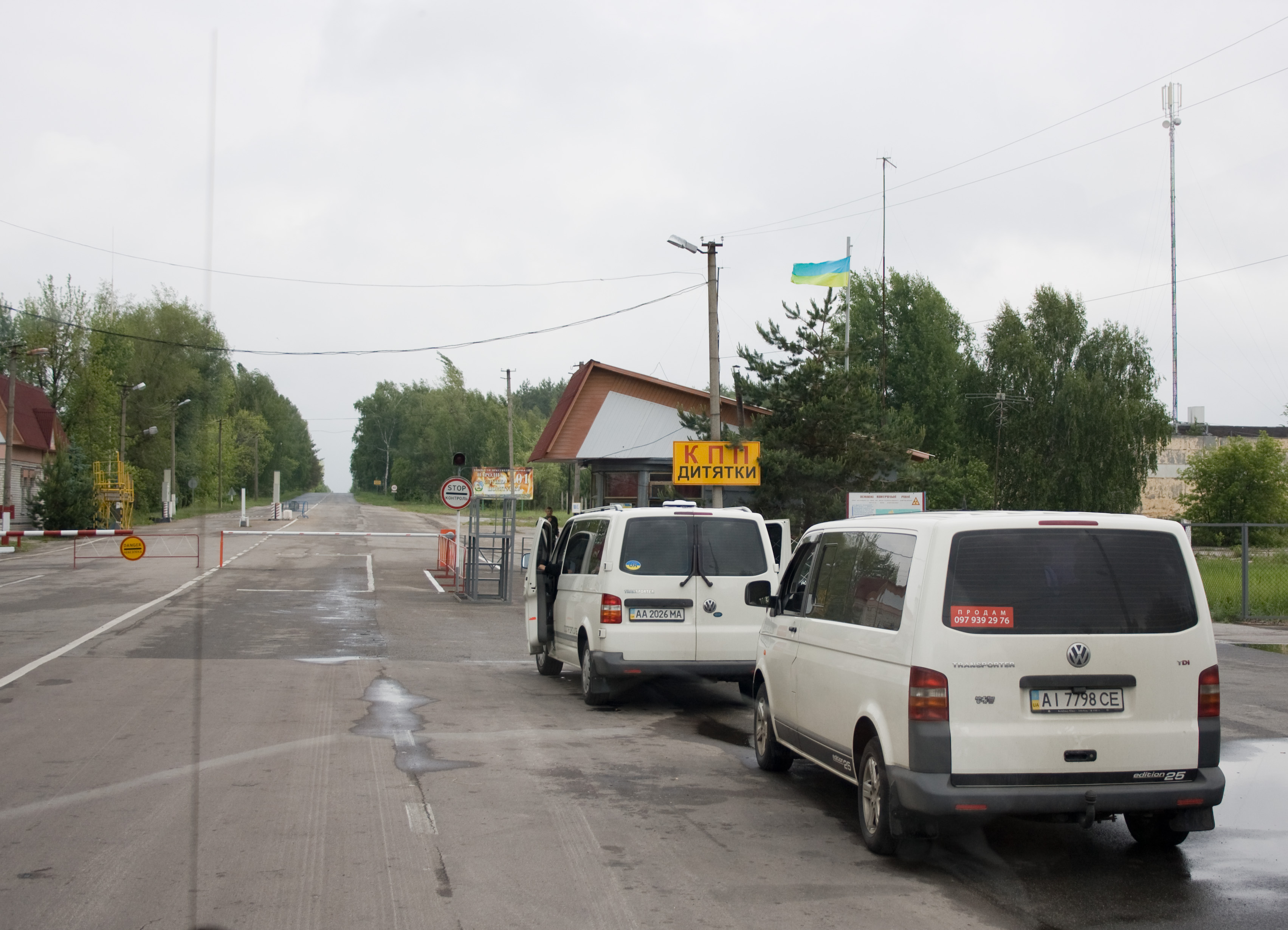
Черга автомобілів на КПП
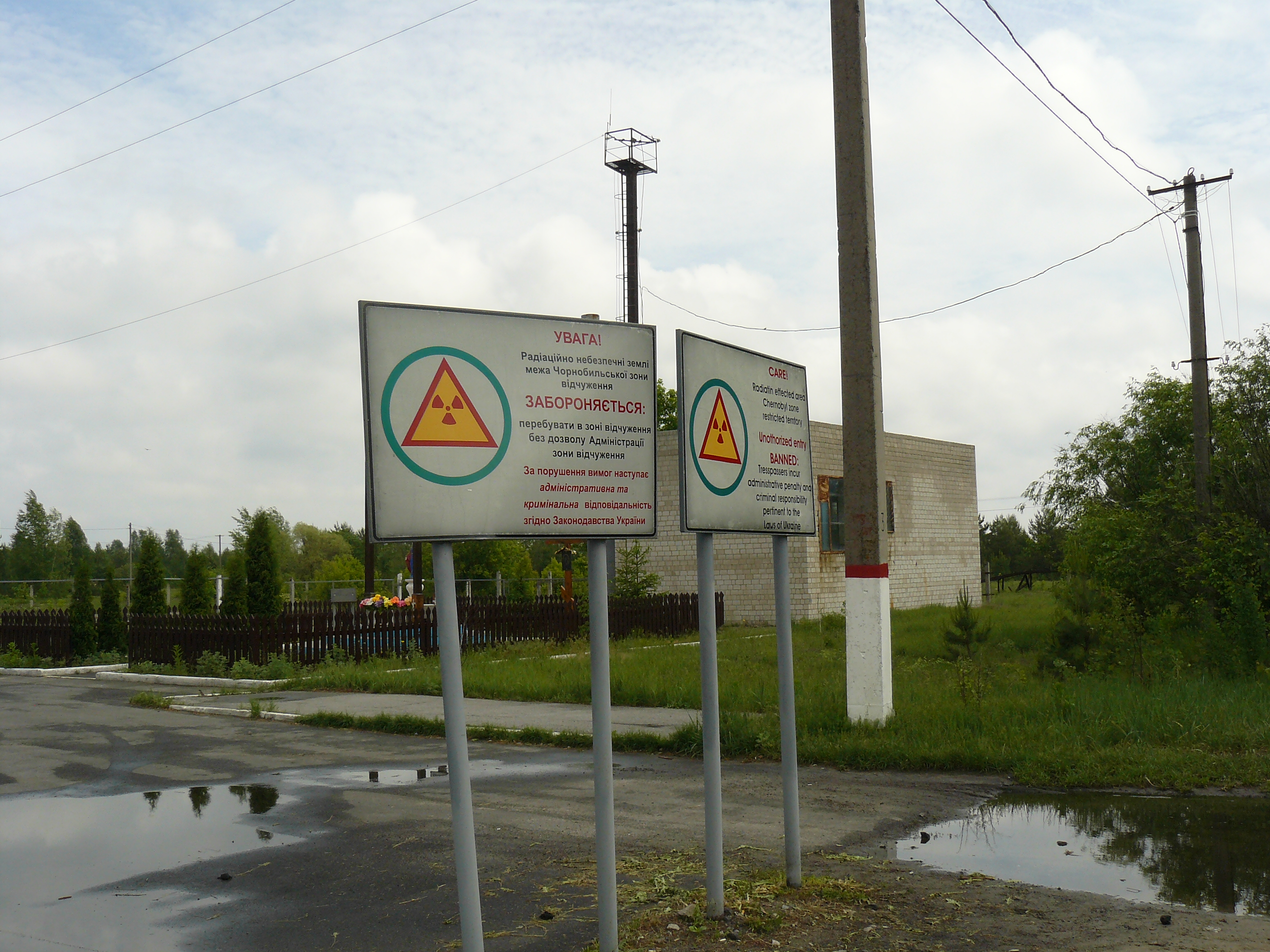
Попереджувальні вказівники
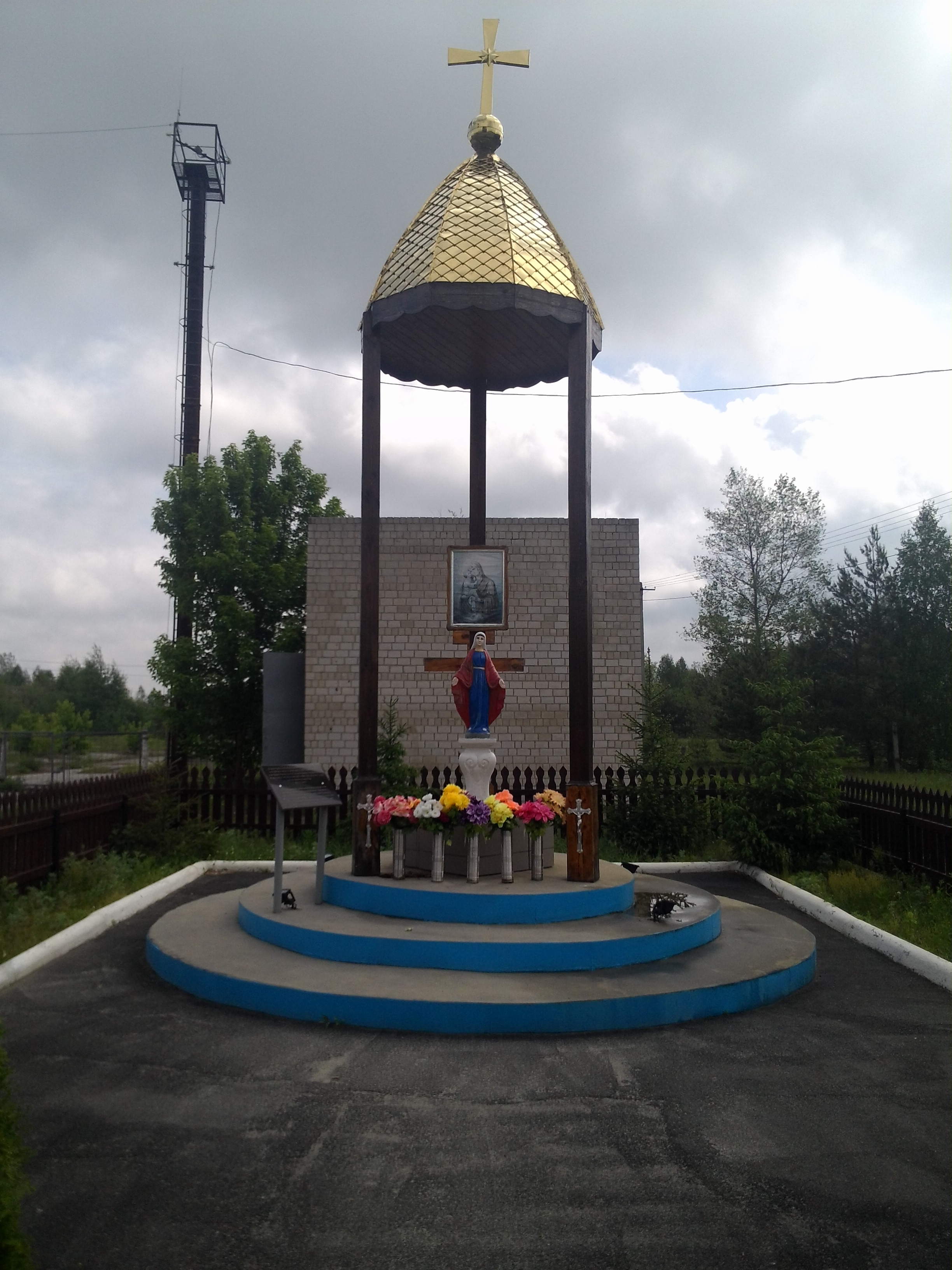
Каплиця поруч з КПП
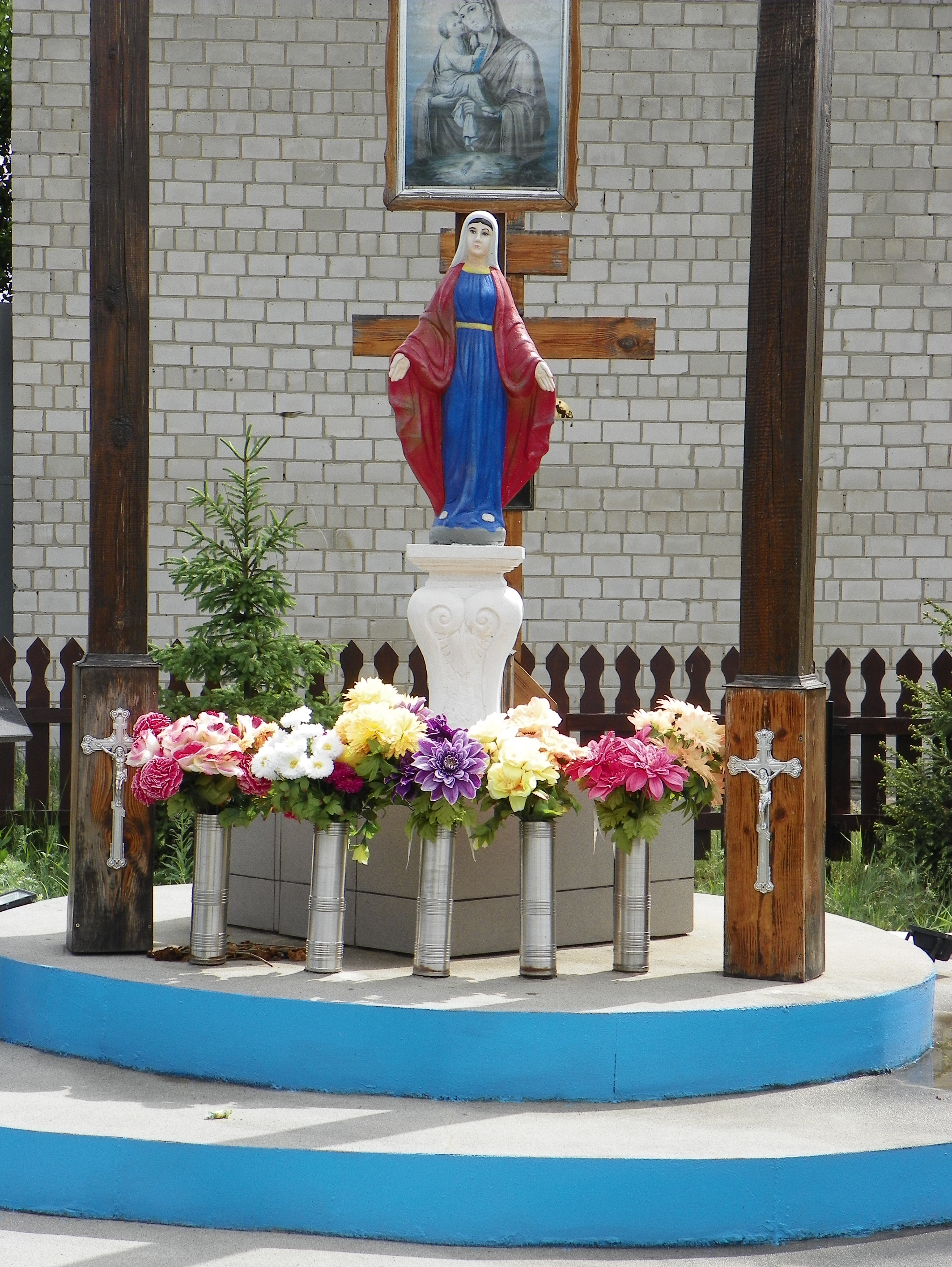
Каплиця поруч з КПП
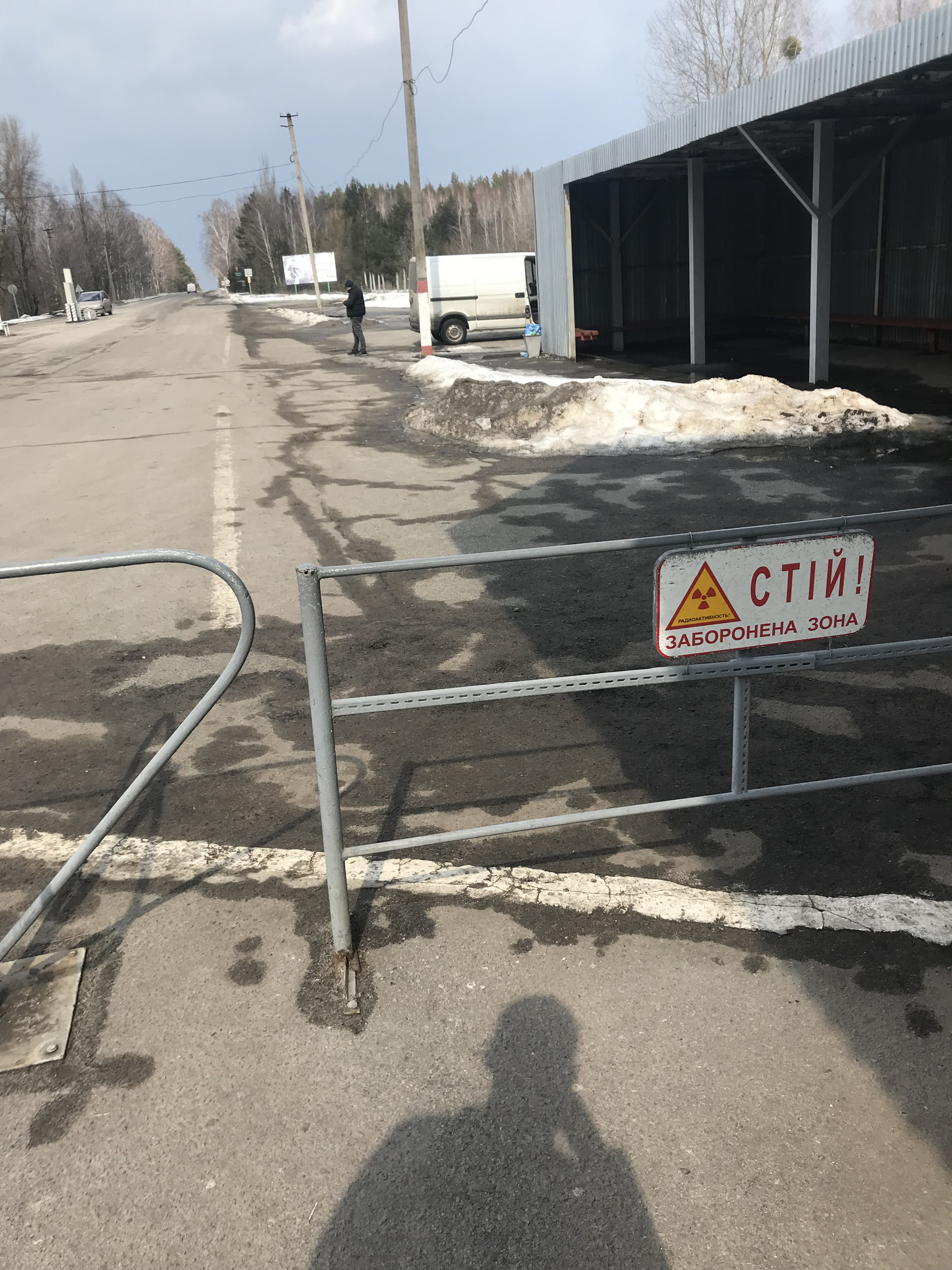
Прохідна КПП